# 中國香港籃球總會
中國香港籃球總會（英語：Basketball Association of Hong Kong, China）是香港的業餘籃球統籌組織。香港籃球總會負責統籌全港籃球比賽，球員註冊，以及香港籃球代表隊選拔及訓練。

## 主辦賽事
中國香港籃球總會主辦的本地賽事有：香港籃球聯賽、香港籃球銀牌賽、籃總盃、工商盃全港公開籃球賽、香港康文盃籃球錦標賽，以及學界籃球邀請賽，還有一年一度的國際籃球邀請賽超級工商盃籃球賽。

## 外部連結
- 官方网站 （页面存档备份，存于）